# Brachiaria remota
Brachiaria remota är en gräsart som först beskrevs av Anders Jahan Retzius, och fick sitt nu gällande namn av Henry Haselfoot Haines. Brachiaria remota ingår i släktet Brachiaria och familjen gräs. Inga underarter finns listade i Catalogue of Life.